# Hans Meilan
Hans Meilan (* vor 1635; † 1675 in Hamburg) war ein Handelsgärtner.

## Leben
Erstmals erwähnt wurde Meilan 1635. Vermutlich stammte er aus Italien. Er war Gärtner des niederländischen Kaufmanns Hans Berenberg, der in den zwanziger Jahren des 17. Jahrhunderts nach Hamburg-Neustadt gezogen war. Meilan gründete dort an der Fuhlentwiete eine Gärtnerei. In Hamburg wurden wahrscheinlich erstmals in Deutschland Handelsgärtnereien betrieben. Von Meilan stammt mit dem Index Seminum, in dem Blumensamen aus Nürnberg und Italien angeboten wurden, der älteste nachweisbare Katalog eines Gärtners. Es sind Rechnungen erhalten, die er Joachim Jungius für Zwiebeln von Tulpen, Arabischem Milchstern, Schachbrettblumen, "Lilium Alexandrinum" und Kaiserkronen ausstellte. Ebenso kaufte dieser Samen von Rizinus, Majoran, Thymian und Basilikum. Einzelne Sämereien und Zwiebeln kosteten zu der Zeit oft mehr als den Tageslohn eines Maurergesellen. Meilan belieferte auch die Herzöge von Schleswig-Holstein-Gottorf.
Nach seinem Tod 1675 wurde die Gärtnerei von seinem Sohn Rudolf (1650–1706) weitergeführt und danach aufgelöst.